# Ottokar Franz Ebersberg

Ottokar Franz Ebersberg (1833–1886)

Ottokar Franz Ebersberg (* 10. Oktober 1833 in Wien; † 16. Januar 1886 ebenda) war ein unter dem Pseudonym O. F. Berg bekannter Wiener Theaterdichter und Journalist.

## Leben und Wirken
Ebersberg war der Sohn des Journalisten Josef Sigmund Ebersberg und dessen Ehefrau Marie von Nándory; der spätere Offizier und Schriftsteller Karl Julius Ebersberg war sein Bruder. Durch die Freunde seiner Eltern hatte auch Ebersberg schon seit frühester Jugend Kontakt zu Schriftstellern und Künstlern; u. a. zu Johann Ludwig Deinhardstein und Ludwig August Frankl von Hochwart. Bereits mit 18 Jahren bekam Ebersberg 1851 eine Anstellung in der unteren Staatsverwaltung. Neun Jahre war Ebersberg als Verwaltungsbeamter tätig; 1854 war er k. k. Assistent des löblichen böhmischen Lottoamtes zu Prag, 1860 Beamter der Lottogefällsdirektion. Während dieser Jahre begann Ebersberg zu schreiben und konnte 1854 als Theaterschriftsteller debütieren. Nach dem Tod seines Vaters trat er im Oktober 1854 dessen Nachfolge als Herausgeber der Zeitung Der Oesterreichische Zuschauer an.
1858 heiratete Ebersberg in Wien Karoline Schachner, von der er sich 1869 scheiden ließ. 1873 heiratete Ebersberg in zweiter Ehe, ebenfalls in Wien, die Schauspielerin Maria Klang.

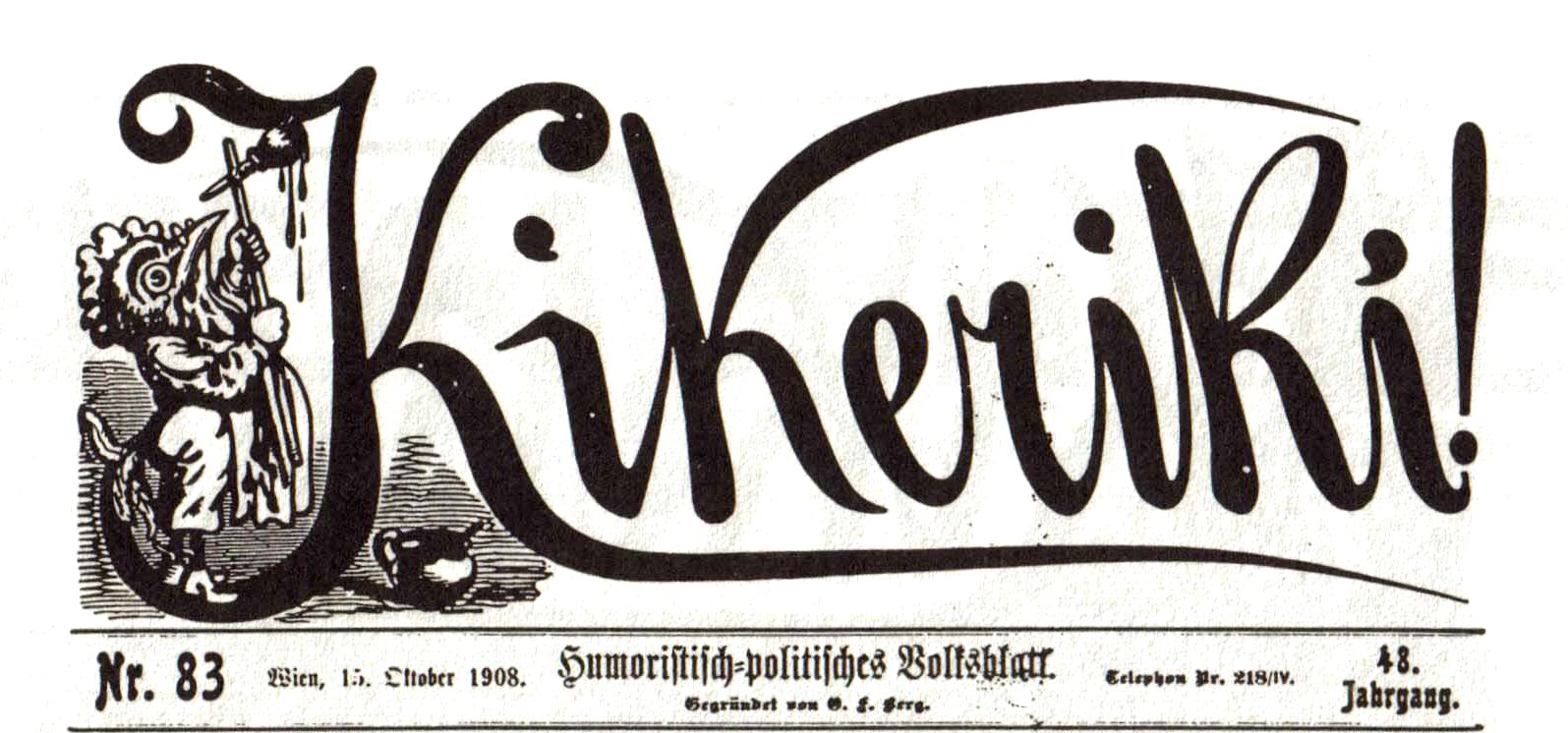
Kikeriki – Titelzeile (1901)

Durch seine Erfolge ermutigt, kündigte Ebersberg 1860 seine Stellung und ließ sich als freischaffender Schriftsteller nieder. Er gründete 1859 die satirische Wochenschrift Tritsch-Tratsch und als Nachfolgerin die satirische Zeitschrift Kikeriki, die ab 7. November 1861 wöchentlich erschien und den Gründer um Jahrzehnte überlebte. Ebersberg galt als Demokrat, der sich als Journalist wie auch als Satiriker immer zum Sprachrohr des „kleinen Mannes“ machte. Toleranz im Zusammenleben der verschiedenen Konfessionen in Wien thematisierte Ebersberg immer wieder.
Die ungefähr 150 Lustspiele, Possen, Parodien etc. brachten Ebersberg bald schon den Spitznamen Possenkönig von Wien ein; nahezu alle wurden auf der Bühne ein Erfolg. Einige seiner Stücke schrieb er extra für die Schauspielerinnen Josefine Gallmeyer oder Marie Geistinger. Bei vielen seiner Stücke arbeitete Ebersberg mit Bittner und Gärtner zusammen.
1872 gründete Ebersberg zusammen mit dem Journalisten Franz Ignaz von Singer (1828–1886) das Illustrierte Wiener Extrablatt, ein politisches satirisches Magazin. Seinen letzten großen Erfolg feierte Ebersberg im Winter 1873, als sein Theaterstück Ein Wort an den Reichsrat erschien. Darin thematisierte er Ideen für die radikale Modernisierung der geltenden Ehegesetze. Das Stück wurde noch vor der Uraufführung verboten, konnte aber am 26. Januar 1874 von Friedrich Strampfer in Budapest für ein begeistertes Publikum inszeniert werden.
Anschließend wurde es ruhig um Ebersberg und seine Stücke waren auf der Bühne nicht mehr gefragt. Er zog sich ins Privatleben zurück und ließ sich in Döbling nieder. Er verfiel immer wieder in Depressionen und starb im Alter von 52 Jahren am 16. Januar 1886 in einer Nervenheilanstalt.
Wegen seiner Theaterstücke, in denen er immer wieder politische und soziale Probleme thematisierte und in derber Sprache mit Witz und Schlagfertigkeit das Volk zu unterhalten versuchte, verglich ihn die Literaturkritik des Öfteren mit Carlo Goldoni. Namentlich David Kalisch bearbeitete einige Stücke von Ebersberg für Berliner Bühnen und so wurde z. B. aus Ein Wiener Dienstbot die Burleske Berlin, wie es weint und lacht, die nahezu denselben Erfolg wie das Wiener Original hatte. Außerdem veröffentlichte Ebersberg mehrere Almanache und Kalender, welche er auch zum großen Teil selber verfasste.
Er starb am 16. Januar 1886 in Wien und wurde auf dem Matzleinsdorfer Evangelischen Friedhof (Gruft Mitte oben, Nr. 48) beigesetzt.
1926 wurde die Ebersberggasse in Wien-Hietzing nach ihm benannt.

## Werke
- Ein Wiener Dienstbote (1857)
- Einer von unsere Leut’ (1859)
- Die Pfarrersköchin (1868)
- Die alte Schachtel (1865)
- Verlassene Kinder
- Die Probiermamsell
- Der letzte Nationalgardist
- Nemesis (1869)
- Das Mädl ohne Geld
- Der deutsche Bruder
- Ein Wort an den Reichsrat (1873, UA 1874)
- Der barmherzige Bruder
- Eine resolute Person (1875)
- Der närrische Schuster. Wiener Volksposse mit Gesang (1877)
- 12 Uhr (1863)
- Nr. 28 (1868)